# Jorda-Gletscher
Der Jorda-Gletscher ist ein rund 25 km langer Gletscher in der antarktischen Ross Dependency. Er fließt von den Osthängen der Churchill Mountains zwischen Mount Coley und dem Pyramid Mountain, bevor er sich mit dem Nursery-Gletscher unmittelbar vor dessen Mündung in das Ross-Schelfeis vereinigt. 
Das Advisory Committee on Antarctic Names benannte ihn 1965 nach Lieutenant Commander Henry Pastor Jorda (1919–1981) von der United States Navy, einem Piloten der Flugstaffel VX-6 während der Operation Deep Freeze von 1955 bis 1956.